# Kulinovci
Kulinovci (cyr. Кулиновци) – wieś w Serbii, w okręgu morawickim, w mieście Čačak. W 2011 roku liczyła 344 mieszkańców.